# گریس فولتن
گریس کرولاین فولتن (به انگلیسی: Grace Caroline Fulton) (زادهٔ ۱۷ ژوئیه ۱۹۹۶)، هنرپیشه، رقصنده و بازیگر تلویزیون اهل ایالات متحده آمریکا است. از فیلم‌ها یا برنامه‌های تلویزیونی که وی در آن نقش داشته‌است می‌توان به مجموعه تلویزیونی استخوان‌ها و فیلم‌های آنابل: آفرینش، شزم! و سقوط اشاره کرد.